# Ван-Гутт, Луи
Луи Ван-Гутт (фр. Louis van Houtte или нидерл. Louis Van Houtte, или нидерл. Louis Benoît Van Houtte; 29 июня 1810, Ипр, Западная Фландрия — 9 мая 1876, Гент) — бельгийский ботаник, садовод и мэр города Гендбрюгге (ныне часть Гента).

## Биография
Луи Ван-Гутт родился в городе Ипр 29 июня 1810 года. В 1839 году, после возвращения из экспедиции в Бразилию, Ван-Гутт отправился в Гент, где основал Школу садоводства и садоводческий журнал «Флора теплиц и садов Европы» (Flore des serres et des Jardins de l’Europe). Всего было с 1845 по 1883 год было издано 23 томов этого журнала; журнал продолжал выходить и после его смерти. Ван-Гутт также основал питомник растений. Около 1845 году начал отправлять коллекционеров растений за орхидеями и другими экзотическими растениями в Южную и Центральную Америку. Предприятие Ван-Гутта разводило растения для многих европейских оранжерей. Первая виктория амазонская в Европе была выращена именно у него, в специально построенной оранжерее.

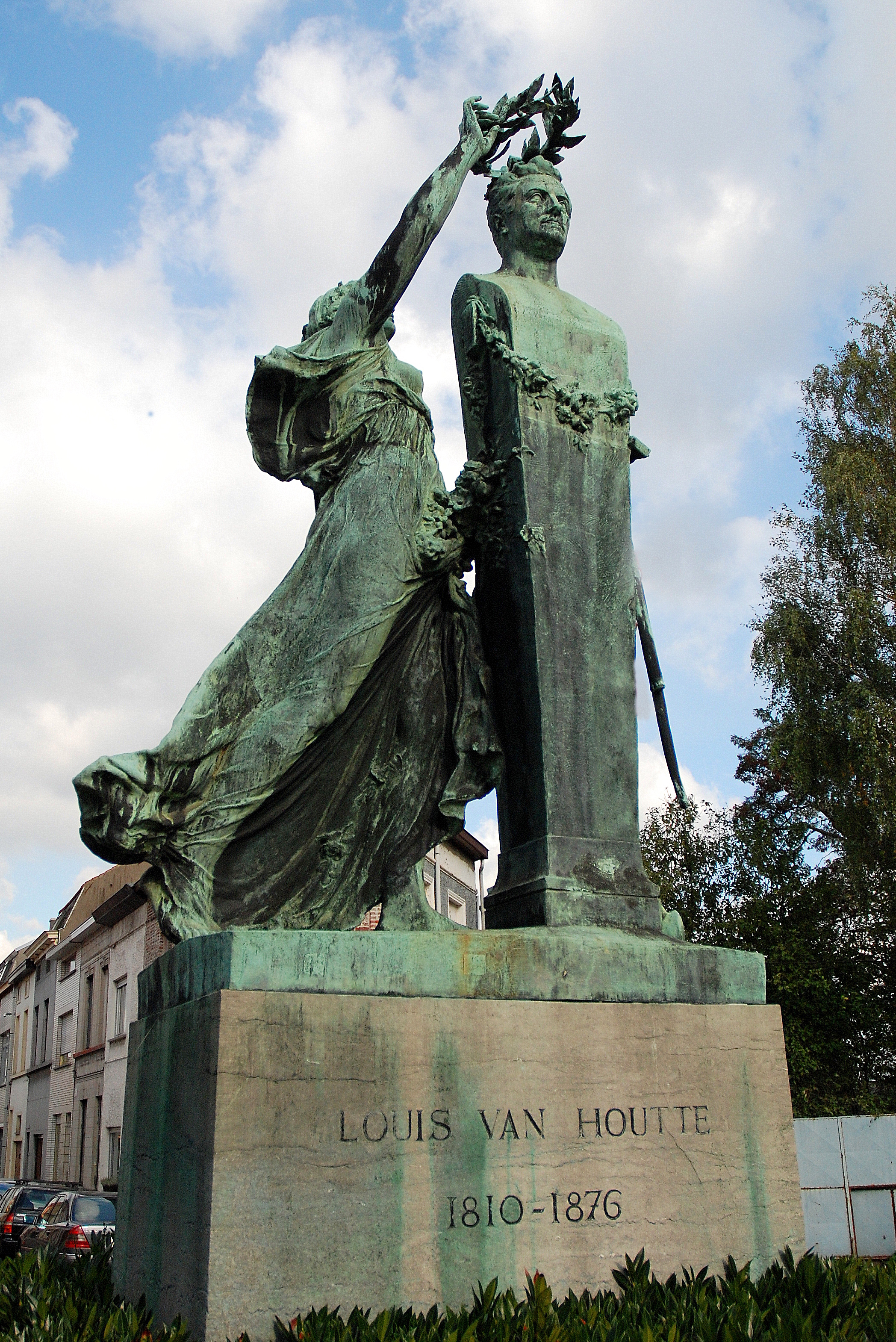
Памятник Луи Ван-Гутту

К 1870 году питомник Луи с 50 оранжереями площадью 14 гектаров стал считаться лучшим в Бельгии. Луи Ван-Гутт умер в Генте 9 мая 1876 года.
| |  |  |
| Ботанические иллюстрации из журнала Flore des serres et des Jardins de l'Europe: Aristolochia goldieana (слева), Heliconia bihai и Phenakospermum guyannense [syn. Urania guyanensis] (в центре), Kniphofia uvaria (справа) |  |  |

## Научная деятельность
Луи Ван-Гутт специализировался на папоротниковидных и семенных растениях.

## Публикации
- L’Horticulteur Belge (1833—1838)[2].
- Flore des serres et des Jardins de l’Europe[1][2] (1845—1883)[1].